# Torreya nucifera
Torreya nucifera là một loài thực vật hạt trần trong họ Taxaceae. Loài này được L. Siebold & Zucc. mô tả khoa học đầu tiên năm 1846.